# مایندتری
مایندتری (انگلیسی: Mindtree) شرکت فناوری اطلاعات هندی است، که در سال ۱۹۹۹ توسط آشوک سوتا، سوبروتو باغچی، کریشناکومار ناتاراجان و آنجان لاهیری تأسیس شد.